# Parafia św. Jana Apostoła i Ewangelisty w Knyszynie
Parafia pw. św. Jana Apostoła i Ewangelisty w Knyszynie – rzymskokatolicka parafia należąca do dekanatu Knyszyn, archidiecezji białostockiej, metropolii białostockiej.

## Historia parafii
Parafia w Knyszynie swoje powstanie zawdzięcza fundacji wojewody wileńskiego Mikołaja Radziwiłła w roku 1520. On też zbudował murowany kościół pw. św. Jana Apostoła i Ewangelisty, który był autorem Apokalipsy. Był to kościół nieduży, bez wieży. W protokole wizytacji generalnej z 1731 r. jest już mowa o dwóch kościołach w Knyszynie: murowanym i drewnianym. Murowany znajdował się w pobliżu narożnika rynku, a drewniany w rynku. Przed drewnianym był ustawiony sarkofag z sercem zmarłego w Knyszynie w dniu 7 lipca 1572 r. króla Zygmunta Augusta.
Kościół murowany był konsekrowany 21 marca 1601 przez biskupa wileńskiego Benedykta Woynę. Z polecenia bpa Macieja Ancuty kościół został w roku 1722 odbudowany po pożarze, który miał miejsce w 1710. Z inicjatywy proboszcza ks. Krzysztofa Aborowicza postanowiono świątynię powiększyć, w oparciu o projekt arch. Wacława Chrościckiego z Grodna. W latach 1899–1902 dokonano rozbudowy, przedłużono kościół o jedno przęsło, zbudowano wieżę, a fasadzie nadano cechy stylu neoromańskiego. Wewnątrz wykonano ozdobny, drewniany strop.
W 2001 w parafii posługę sprawowało trzech kapłanów i dwie katechetki oraz Siostry Pasterzanki.

## Kościół parafialny
Kościół św. Jana Apostoła i Ewangelisty w Knyszynie
- W czasie wizytacji parafialnej 16 lipca – 17 lipca 2001, dokonanej przez abp. Wojciecha Ziembę, nastąpiło uroczyste powitanie Arcypasterza i Msza Pontyfikalna, którą koncelebrowali księża z dekanatu i ci, pochodzący z parafii. Po Mszy św. nastąpiła Procesja Eucharystyczna do Krzyża Przełomu Tysiącleci i poświęcenie go. Krzyż ów ulokowano na skrzyżowaniu głównych dróg. Proboszcz Alfred Ignatowicz celebrował i wygłosił homilię Mszy św., która była sprawowana w 400-lecie konsekracji kościoła.

## Kościoły filialne i kaplice
Kaplica pw. Matki Bożej Miłosierdzia w Nowinach Kasjerskich
- W czasie wizytacji parafialnej 16–17 lipca 2001, dokonanej przez abp. Wojciecha Ziembę, odbyła się wizytacja kaplicy i nabożeństwo czerwcowe z ludem.
- W roku 2001 nabożeństwa odprawiane były w każdą niedzielę.

Kaplica pw. Podwyższenia Krzyża Świętego w domu katechetycznym w Chrabołach
Historia
- Oddana do użytku we wrześniu 1986. Rozpoczęły się lekcje religii oraz celebracja mszy św. w pierwsze soboty miesiąca.
- Dnia 1 października 1989, podczas wizytacji kanonicznej parafii św. Jana Apostoła i Ewangelisty w Knyszynie, ks. bp. Edward Kisiel dokonał poświęcenia kaplicy.
- W roku 2001 nabożeństwa odprawiane były w każdą niedzielę.
- W czasie wizytacji parafialnej 16–17 lipca 2001, dokonanej przez abp. Wojciecha Ziembę, odbyła się msza św. Pontyfikalna o godzinie 16.00.
- Dnia 14 września 2003, kaplica w Chrabołach została poświęcona, erygowana i otrzymała tytuł Podwyższenia Krzyża Świętego za sprawą abp. Edwarda Ozorowskiego, pełniącego wówczas funkcję Wikariusza Generalnego. Udzielił on pozwolenia na stałe przechowywanie Najświętszego Sakramentu w tej kaplicy[2].

Kaplica w szpitalu
W roku 2001, msze święte odprawiane były w sobotnie popołudnia.
Cmentarz parafialny
Cmentarz grzebalny założony razem z parafią w odległości 1 km od kościoła o powierzchni 4,0 ha.

## Proboszczowie
- ks. prał. Alfred Ignatowicz (1984–2004)
- ks. kan. Andrzej Sadowski (od 2007)

## Obszar parafii
W granicach parafii znajdują się miejscowości:

- Knyszyn, Chraboły (6 km),
- Czechowizna (3)
- Grądy (5),
- Knyszyn-Zamek (2),
- Nowiny Kasjerskie (12),
- Nowiny-Zdroje (13),
- Poniklica (4),
- Zofiówka (7).